# Frederick Debartzch Monk
Pour les articles homonymes, voir Monk (homonymie).
Frederick Debartzch Monk (6 avril 1856-15 mai 1914) est un avocat, professeur et homme politique fédéral du Québec.

## Biographie
Né à Montréal, il est le descendant d'un marchand originaire de Pologne. En 1877, il reçut un Bachelor of Civil Law de l'Université McGill et devint membre du Barreau du Québec l'année suivante. Ensuite, de 1888 à 1914, il enseigna le droit à l'Université Laval à Montréal. Il devint membre du Conseil de la Reine en 1893.
Élu une première fois sous la bannière du Parti conservateur lors des élections de 1896, il est réélu en 1900, 1904, 1908 et en 1911. Il démissionne en 1914. Durant ses mandats, il fut ministre des Travaux publics de 1911 à 1912.
Frederick D. Monk acheta avec Joseph-Ulric Émard (pour lequel est nommé Ville-Émard) à Montréal des terrains appartenant à la famille Davidson pour les lotir. Une voie ouverte sur ces terrains était originellement appelée rue Davidson, mais ce nom fut changé pour boulevard Monk en 1911 en son honneur.
Il est mort à Montréal à l'âge de 58 ans.
Son fils, Frederick Arthur Monk fut député de la circonscription de Jacques-Cartier à l'Assemblée nationale du Québec de 1935 à 1936, sous la bannière de l'Action libérale nationale.

## Archives
Il y a un fonds d'archives Frederick Debartzch Monk à Bibliothèque et Archives Canada. 